# Perrottetia distichophylla
Perrottetia distichophylla är en tvåhjärtbladig växtart som beskrevs av José Cuatrecasas. Perrottetia distichophylla ingår i släktet Perrottetia och familjen Dipentodontaceae. Inga underarter finns listade.